# Leucospis robertsoni
Leucospis robertsoni is een vliesvleugelig insect uit de familie Leucospidae. De wetenschappelijke naam is voor het eerst geldig gepubliceerd in 1909 door Crawford.